# Bromus gunckelii
Bromus gunckelii là một loài thực vật có hoa trong họ Hòa thảo. Loài này được Matthei mô tả khoa học đầu tiên năm 1986.